# Applied Physics A
Az Applied Physics A – Materials Science and Processing egy 1973-as alapítású lektorált fizikai szakfolyóirat. Kiadója a Springer mely a folyóiratot évente 14 alkalommal adja közre. Társlapja az Applied Physics B – Lasers and Optics.

## Tartalma
A folyóirat témája az alkalmazott fizika legtöbb területét lefedi. Cikkeinek témája például szilárdtestekkel, nanoszerkezetekkel és alkalmazásaikkal, felületfizikával és vékonyrétegekkel, ezek előállításával és fizikai jellemzésével lehet kapcsolatos. Elméleti és kísérleti közleményeket is tartalmaz.
A két társfolyóirat szerkesztői illetve a Springer 1998-ban közösen alapította az évente adományozott, 5000 dolláros Julius Springer alkalmazott fizikai díjat, mellyel elsősorban az alkalmazott szilárdtestfizika kiemelkedő teljesítményeit nyújtó kutatóit díjazzák.

## Tudománymetrikai adatai
| Mérőszám                                                | 2015  | 2016 | 2017 | 2018 |
| ------------------------------------------------------- | ----- | ---- | ---- | ---- |
| Összes publikáció                                       |       |      |      |      |
| Impaktfaktor (hatástényező)                             | 1,444 | 1,20 | 1,11 | 1,54 |
| Az impaktfaktor ötéves átlaga (five-year impact factor) | 1,517 |      |      |      |
| Közvetlenségi index (immediacy index)                   | 0,29  |      |      |      |
| Az idézések felezési ideje (cited half-life)            | 7,80  |      |      |      |
| EigenFactor-pontszám                                    | 0,02  |      |      |      |
| A cikkek hatása (Article Influence Score)               | 0,45  |      |      |      |
| CiteScore                                               |       |      |      |      |
| (Source-Normalized Impact per Page, SNIP)               | 0,739 |      |      |      |
| SCImago-rang (SJR)                                      | 0,535 |      |      |      |
| 1. 2. 3. 4. 5. 6. 7.                                    |       |      |      |      |